# تلمبه خالقی
تلمبه خالقی یک منطقهٔ مسکونی در ایران است که در دهستان حومه (فردوس) واقع شده‌است.